# Uroobovella pauxillaoides
Uroobovella pauxillaoides es una especie de arácnido del orden Mesostigmata de la familia Urodinychidae.

## Distribución geográfica
Se encuentra en Vietnam.